# Скиталец (альбом)
Скиталец — дебютный альбом группы Маврик.

## История создания
Сергей Маврин планировал альбом, как продолжение сотрудничества с Кипеловым, но из-за его занятости место вокалиста занял Артур Беркут. «Скиталец» давался сложно — партии гитары, бас-гитары и клавишных пришлось записать самому Сергею Маврину, а за две недели до официальной презентации альбома пришлось искать нового басиста. В записи альбома так же принял участие Владимир Холстинин сыгравший партию мандолины в инструментальном треке «Макадаш».
Три композиции альбома — «Смейся и плачь», «Любовь и боль» и «Странник» вошли в сборник баллад «Одиночество» (2002) группы «Сергей Маврин».

## Список композиций
Все тексты написаны Маргаритой Пушкиной, вся музыка написана Сергеем Мавриным, если не указано другое.
| №   | Название                 | Текст песни | Музыка         | Длительность |
| --- | ------------------------ | ----------- | -------------- | ------------ |
| 1.  | «Интро» (инструментал)   | —           |                | 1:00         |
| 2.  | «Хватит врать!»          | С.Акимов    | Артур Беркут   | 5:05         |
| 3.  | «Смейся и плачь»         |             |                | 3:39         |
| 4.  | «Фишка»                  |             | Маврин, Беркут | 4:38         |
| 5.  | «Странник»               |             |                | 5:44         |
| 6.  | «Пустыня»                |             | Маврин, Беркут | 4:53         |
| 7.  | «Старый радиохит»        |             |                | 2:35         |
| 8.  | «Так часто бывает»       |             | Маврин, Беркут | 5:26         |
| 9.  | «Гонка»                  | Акимов      |                | 6:20         |
| 10. | «Любовь и боль»          |             |                | 5:36         |
| 11. | «Макадаш» (инструментал) | —           |                | 4:17         |
| 12. | «Просто хмель»           |             |                | 0:55         |

## Участники записи
- Артур Беркут — вокал
- Сергей Маврин — гитара, бас-гитара, клавишные
- Павел Чиняков — ударные
- Владимир Холстинин — мандолина (11) (сессионно)

## Дополнительная информация
- Аранжировка — Сергей Маврин
- Продюсер — Сергей Маврин
- Запись сделана на студии «МДС»
- Звукорежиссёр — Сергей Маврин
- Сведение — Сергей Маврин, Сергей Проклов
- Мастеринг — Сергей Проклов
- Фотограф — Надир Чанышев
- Дизайн обложки — А. Мотин, В. Володин